# Bike (песня)
«Bike» (с англ. — «Велосипед») — композиция английской рок-группы Pink Floyd, вошедшая в дебютный альбом The Piper at the Gates of Dawn (1967), написанная Сидом Барреттом. В британском издании представлена последним по счёту треком на второй стороне LP, в американском издании отсутствует. Эта композиция включена также в альбомы-сборники Pink Floyd Relics (1971) и Echoes: The Best of Pink Floyd (2001) и Сида Баррета An Introduction to Syd Barrett (2010).

## Композиция
В первой части песни (до 01:50) гитара играет три аккорда (G, C7 и D) в куплетах и один (D) — в припевах. 
Всего идет четыре куплета, после каждого — припев, и один пятый куплет, который звучит медленнее чем остальные, и без припева после него. 
Вокал и в припевах и в куплетах слегка запаздывает в правом динамике.
Вторая часть представляет собой какофонию (см. Конкретная музыка) с гитарным соло на заднем плане и несколькими высокими нотами на басу Роджера Уотерса.

## Участники записи
- Сид Барретт — гитара, вокал, звуковые эффекты
- Ричард Райт — орган, фортепиано, бэк-вокал, звуковые эффекты
- Роджер Уотерс — бас-гитара, звуковые эффекты
- Ник Мейсон — ударные, звуковые эффекты